# Wrinkly-Skin-Syndrom
Das Wrinkly-Skin-Syndrom ist eine sehr seltene, zu den Cutis-laxa-Syndromen gehörende angeborene Erkrankung mit den Hauptmerkmalen schlaffe Haut, Gelenkinstabilität und Entwicklungsverzögerung.
Synonyme sind: Autosomal-rezessive Cutis laxa Typ 2; ARCL2
Die Bezeichnung wurde von den Autoren der Erstbeschreibung aus dem Jahre 1973, E. Gazit und Mitarbeiter, vorgeschlagen.

## Verbreitung
Die Häufigkeit wird mit unter 1 zu 1.000.000 angegeben, bislang wurden etwa 30 Betroffene beschrieben. Die Vererbung erfolgt  autosomal-rezessiv.

## Ursache
Der Erkrankung liegen teilweise Mutationen im ATP6V0A2-Gen auf Chromosom 12 Genort q24.31 zugrunde, was zu einer Störung der Glykosylierung führt.
Mutationen in diesem Gen finden sich auch bei der „klassischen“ Cutis laxa Typ Debré.

## Klinische Erscheinungen
Klinische Kriterien sind:
Runzlige Haut auf Hand- und Fußrücken mit vermehrten Furchen, auch auf dem Bauch
- Skelettauffälligkeiten wie überstreckbare Gelenke, Angeborene Hüftluxation
- später Verschluss der vorderen Fontanelle, Mikrozephalie
- Wachstumsverzögerung bereits intrauterin beginnend
- Gesichtsauffälligkeiten wie breiter Nasenrücken, abwärts gerichtete Lidspalten, Hypertelorismus

## Differentialdiagnose
Abzugrenzen sind:
- ARCL2 Klassische Form
- Geroderma osteodysplastica
- De-Barsy-Syndrom